# Microsoft Publisher
Microsoft Publisher é um programa do pacote Microsoft Office, voltada para a publicação digital. que é basicamente usado para diagramação eletrônica, como elaborações de layouts com textos, gráficos, fotografias e outros elementos. Esse programa é comparado com softwares tais como o QuarkXPress, Scribus, Adobe InDesign e Draw. Foi criado em 1991.
É capaz de criar
1. Brochuras e folhetos: Esses são materiais de marketing comuns que muitas empresas usam para compartilhar informações sobre produtos, serviços ou eventos. O Publisher oferece uma variedade de modelos que facilitam a criação de brochuras e folhetos atraentes.
2. Cartões de visita: Você pode usar o Publisher para criar cartões de visita personalizados. Ele oferece uma variedade de modelos e opções de design para que você possa criar cartões de visita que representam você ou sua empresa.
3. Panfletos e pôsteres: Se você precisa promover um evento ou produto, pode usar o Publisher para criar panfletos e pôsteres atraentes. Você pode adicionar imagens, gráficos e texto para criar um design que chame a atenção.
4. Revistas e newsletters: O Publisher também é uma excelente ferramenta para criar revistas e newsletters. Você pode personalizar o layout, adicionar artigos, imagens e muito mais.
5. Anúncios: O Publisher permite que você crie anúncios impressos ou digitais de página única para sua empresa ou evento.
6. Etiquetas e envelopes: Se você está enviando correspondência física, o Publisher pode ajudar a criar etiquetas e envelopes personalizados.
7. Convites e cartões de saudação: O Publisher tem várias opções de modelos para criar convites para casamentos, festas de aniversário, chás de bebê e outros eventos. Você também pode criar cartões de saudação personalizados para todas as ocasiões.

1. ↑  Oliveira, Marcos (20 de maio de 2023). «Domine o Microsoft Publisher em Minutos». gptnoticias.com.br. Consultado em 20 de maio de 2023